# 남해 다정리 지석묘
남해 다정리 지석묘(南海 茶丁里 支石墓)는 대한민국 경상남도 남해군 이동면 다정리에 있는 고인돌이다. 1983년 8월 6일 경상남도의 기념물 제62호로 지정되었다.

## 개요
지석묘는 청동기시대의 대표적인 무덤으로 고인돌이라고도 부르며, 주로 경제력이 있거나 정치권력을 가진 지배층의 무덤으로 알려져 있다.
우리나라의 고인돌은 4개의 받침돌을 세워서 돌방을 만들고 그 위에 거대하고 평평한 덮개돌을 올려놓은 탁자식과, 땅 속에 돌방을 만들고 작은 받침돌을 세운 뒤 뚜껑돌을 덮고 그 위에 거대한 덮개돌을 올린 바둑판식으로 구분된다.
들판의 논둑을 따라 대체로 3∼4m 씩 사이를 두고 11기의 고인돌이 있다. 형태상 모두 바둑판식으로 덮개돌의 크기는 길이 3m, 너비 2m이다. 땅 속에 마련된 하부구조는 정확히 알 수 없으나 상자 모양의 석관일 것으로 추정된다. 이 유적 주변에서 청동기시대의 민무늬토기 조각들이 발견되었다.
이들 고인돌 외에 남해군에는 남면리, 평현리, 심천리 등 각지에 고인돌들이 폭넓게 분포되어 있는데, 이 지역 청동기시대의 문화를 연구하는데 중요한 자료로 평가된다.

## 참고 자료
- 남해 다정리 지석묘 - 국가유산청 국가유산포털